# Соколов Сергій Миколайович
Сергій Миколайович Соколов — старший солдат Збройних сил України, учасник російсько-української війни, що загинув у ході російського вторгнення в Україну в 2022 році.

## Життєпис
Сергій Соколов народився в місті Макіївка Донецької області. Після призову на строкову службу продовжив військову службу в складі 27-ої реактивної артилерійської бригади імені кошового отамана Петра Калнишевського. З 2014 року брав участь в АТО на сході України. З початком повномасштабного російського вторгнення в Україну перебував на передовій. Загинув 16 березня 2022 року в результаті підриву військової техніки (наїхав авто на міну), під час боїв за Миколаїв. Чин прощання відбувся 19 березня 2022 року в м. Суми на Ново-Центральному Баранівському кладовищі.

## Родина
У загиблого залишилася дружина Інна.

## Нагороди
- орден «За мужність» III ступеня (2022, посмертно) — за особисту мужність і самовіддані дії, виявлені у захисті державного суверенітету та територіальної цілісності України, вірність військовій присязі[3].
- 24 грудня 2024 року Сергію Соколову було посмертно присвоєно звання Почесного громадянина Сум[4].